# 小行星1167
小行星1167（1167 Dubiago）是一颗围绕太阳公转的小行星。1930年8月3日，葉夫根尼·斯克沃索夫（Evgenii Skvortsov）在克里米亚发现了此天体。
該小行星以俄羅斯天文學家亞歷山大·杜比亞戈命名。
这颗小行星的绝对星等为69.13300等。